# Горочичи (Калинковичский район)
Горочичи (бел. Гарочычы) — деревня, центр Горочичского сельсовета Калинковичского района Гомельской области Беларуси.

## География

### Расположение
В 15 км на северо-восток от Калинкович, 2 км от железнодорожной станции Горочичи (на линии Жлобин — Калинковичи), 137 км от Гомеля.

## Транспортная сеть
Транспортные связи по просёлочной, затем автомобильной дороге Гомель — Лунинец. Планировка состоит из прямолинейной улицы, близкой к меридиональной ориентации, к которой на юге присоединяются 3 короткие улицы. Застройка двусторонняя, преимущественно деревянная усадебного типа. В деревню переселены жители из загрязненных радиацией после катастрофы на Чернобыльской АЭС мест, преимущественно из деревни Надточаевка Наровлянского района. Для них построены кирпичные дома на 60 семей.

## История
В 2 км от деревни курганы, которые свидетельствуют о заселении этих мест с давних времён. По письменным источникам известна с XIX века как деревня в Домановичской волости Речицкого уезда Минской губернии. В 1850 году в составе поместья Домановичи, владение помещика Михайлова. В 1867 году при проведении разграничения земель жители выступили против несправедливых действий местных властей. Согласно переписи 1897 года действовали часовня, хлебозапасный магазин, постоялый двор. В 1912 году открыта школа, которая разместилась в наёмном крестьянском доме.
В 1929 году организован колхоз «Советская Беларусь»; ветряная мельница, паровая мельница, кузница, смоловарня и лесопилка. Начальная школа в 1930-х годах преобразована в 7-летнюю (в 1935 году 297 учеников). Во время Великой Отечественной войны партизаны разгромили вражеский гарнизон, который размещался в деревне. В боях около деревни погибли 94 советских солдата и партизана (похоронены в братских могилах на кладбище и на северо-западной окраине). Освобождена 12 января 1944 года, 99 жителей погибли на фронте. С 21 октября 1968 года центр Горочичского сельсовета. В 1970 году центр совхоза «Калинковичский». Расположены Василевичский льнозавод, лесничество, Озаричский лесхоз, механические мастерские, комбинат бытового обслуживания, средняя школа, 2 клуба, библиотека, детский сад, больница, отделение связи, ветеринарный участок, 2 столовые, 6 магазинов.

## Население

### Численность
- 2004 год — 260 хозяйств, 560 жителей.

### Динамика
- 1850 год — 24 двора.
- 1897 год — 70 дворов, 492 жителя (согласно переписи).
- 1959 год — 791 житель (согласно переписи).
- 1970 год — 362 двора, 1146 жителей.
- 2004 год — 260 хозяйств, 560 жителей.